# Patsy (chanteuse)
Pour les articles homonymes, voir Patsy.
Patsy Jaona (née Patricia Ranarijaona à Rennes en 1969) est une chanteuse française d'origine malgache par son père et bretonne par sa mère. Elle est connue principalement pour son titre Liverpool, sorti en 1988 sur l'album Tout contre. L'année suivante sort le single Comme un appel, extrait du même album.

## Sa carrière
De père musicien guitariste et de mère chanteuse harmoniciste, elle a fréquenté les planches dès son plus jeune âge. À 15 ans, elle remplace sa mère et enregistre des publicités pour la radio et rencontre l'auteur-compositeur lillois Christian Vié, qui lui écrira la chanson Liverpool. Pascal Detoeuf en est le compositeur. À 17 ans elle sort son premier album, Tout contre. C'est deux ans après la sortie de son album que Patsy entre au Top 50 avec Liverpool, atteignant la 17e place en 1988. Elle est parfois comparée à l'époque à Vanessa Paradis ou Elsa. Le titre Comme un appel a été écrit et composé par Éric Mouquet (compositeur de Deep Forest) et Christian Vié (auteur du 1er album de Patsy). 
Son 2e album, Des illusions, produit par Jean-Félix Lalanne, sort en 1993 en Belgique et au Japon, porté par le single Y-a-t-il une vie avant la mort?. Il contient également le titre Avoir 20 ans en 68 sur lequel Jean-Jacques Goldman, Carole Fredericks et Michael Jones font les chœurs. Deux ans plus tard, le 21 octobre 1995, sort un troisième album à nouveau produit par Jean-Félix Lalanne et exclusivement destiné au marché japonais, Ailleurs. 
Au cours de l'année 1999, elle enregistre un quatrième album auto-produit en hommage à son père disparu, Les Voix sacrées - Traditions malgaches - Pi Maso (ce qui signifie « clin d'œil » en langue malgache), un album de chansons traditionnelles malgaches.
Patsy a également organisé un week-end découverte de Madagascar à Noyelles-sous-Lens en janvier 2009. En juin 2009, elle est en studio pour préparer une nouvelle chanson intitulée Notre histoire, teintée de voix et d'instruments Malgaches.
Elle participe le 1er mai 2013 à un hommage à Édith Piaf au théâtre Sébastopol de Lille.
Le 7 septembre 2018, Patsy est à l'affiche du concert Disko Park 2018 - Le meilleur des années 80, sur l'Ile des impressionnistes dans la ville de Chatou, aux côtés de Julie Pietri, Desireless, Partenaire Particulier et Sabine Paturel. Elle enchaîne ensuite avec la tournée Best of 80.
En 2020, Patsy crée le collectif PIB music (Pensées intérieures brutes music) avec quatre amis musiciens et/ou auteurs : Daniel Monti, Bobby Luccini, Zabou et Fred Lambin. Le premier single L'autre sort le 21 novembre 2020.

## Discographie

### Singles
- 1988 : Liverpool
- 1989 : Comme un appel
- 1990 : Cette force en lui
- 1990 : Maria
- 1992 : Marin pêcheur
- 1993 : Avoir 20 ans en 68
- 1995 : Dis-moi qui tu aimes
- 2020 : L'autre (avec PIB music)